# Cengiz Aktar
Cengiz Aktar, né en 1955 à Istanbul, est un politologue, journaliste et écrivain turc.

## Biographie
Cengiz Aktar a suivi ses études secondaires au Lycée de Galatasaray puis a continué ses études à l'Université de la Sorbonne où il a obtenu un doctorat en économie. Il est membre du corps professoral de la Faculté des sciences économiques et administratives de Bahçeşehir. Il a également brièvement enseigné au département des relations internationales de l'Université de Galatasaray.
En Turquie, il  a publié de nombreux livres et articles sur l'Union européenne. De 1989 et 1994, il a travaillé pour l'Organisation des Nations unies et l'Union européenne sur les politiques de migration et d'asile. Entre 1994 et 1999, il est à la tête de la Mission des Nations unies pour la Slovénie. Sa carrière au sein des Nations-Unies s'étend sur 22 ans.
En 1999, il a rencontré le journaliste turc d'origine arménienne Hrant Dink et a établi d'étroites relations amicales avec lui. L'assassinat de ce dernier le 19 janvier 2007 a conduit Cengiz Aktar à lancer une pétition pour des excuses de la part des Turcs envers les Arméniens pour ce qu'il appelle la grande catastrophe, à savoir le génocide arménien. La pétition a rapidement recueilli 32000 signatures. Il a raconté cette aventure dans son bref ouvrage "L'Appel au Pardon, des Turcs s'adressent aux Arméniens".
La pétition était ainsi libellée : 
« Ma conscience ne peut accepter le manque de sensibilité et le déni de la Grande Catastrophe à laquelle les Arméniens ottomans ont été soumis en 1915. Je refuse cette injustice et, pour ma part, je compatis avec les sentiments et la douleur de mes frères et sœurs arméniens. Je leur demande pardon. »
Il a critiqué publiquement la fermeture de l'association homosexuelle stambouliote Lambdaistanbul en mettant en évidence l'opposition entre cette décision de justice basée sur la loi turque sur la protection de la famille et la morale publique et le droit européen, la Turquie courant le risque d'être condamnée par la Cour européenne des droits de l'homme,.
Il est marié et père de deux filles.

## Œuvres
Les œuvres suivantes de Cengiz Aktar ont été traduites en français :
- Cengiz Aktar, L'occidentalisation de la Turquie : essai critique, Éditions L'Harmattan, 2004, 189 p. (ISBN 978-2-85802-570-1, lire en ligne)
- Cengiz Aktar, Lettres aux turco-sceptiques : La Turquie et l'Union européenne, Actes Sud, 2004, 198 p. (ISBN 978-2-7427-5261-4) (ouvrage collectif de 8 intellectuels turcs)
- Cengiz Aktar, L'Appel au Pardon, des Turcs s'adressent aux Arméniens, Paris, CNRS Éditions, 2010, 77 p. (ISBN 978-2-271-06848-4)
- Cengiz Aktar, Le malaise turc, Paris, editions Empreinte temps présent Éditions, 2020, 104 p. (ISBN 978-2-356-14201-6)